# Ґруневальд
Ґруневальд (нім. Berlin-Grunewald) — адміністративний район на заході округу Шарлоттенбурґ-Вільмерсдорф, Берлін, Німеччина.. Названий на честь однойменного лісу Груневальд.

## Географічне розташування
Груневальд межує з районами Вестенд, Галензе та Шмаргендорф на півночі та сході, а також, на півдні, із сусіднім округом Штегліц-Целендорф, а саме з його районами Далем, Целендорф та Ніколасзе. На заході межею є фарватер річки Гафель.
Найбільшу частину району займає Груневальдський ліс .

## Історія
У 1880-ті роки прусська держава при особистому втручанні рейхсканцлера Отто Бісмарка продала 234 га лісу Ґруневальд банківському консорціуму, який планував звести на цих теренах житловий квартал за прикладом колоній вілл Альзен і Ліхтерфельде, який отримав згодом назву «колонія мільйонерів Ґруневальд».
За цим проєктом забудовані вулиці Курфюрстендамм і Бісмарк-алея, численними греблями на загаченому струмку створена система мальовничих озер. До 1889 року виник зелений елегантний та респектабельний житловий квартал — колонія вілл Ґруневальд.
На місці частково зруйнованих під час Другої світової війни вілл у повоєнний час з'явилися не тільки нові вілли та особняки, але і малоповерхова багатоквартирна забудова. До теперішнього часу Ґруневальд є найреспектабельнішим кварталом.

## Туристичні пам'ятки
- Вежа Груневальд(інші мови)

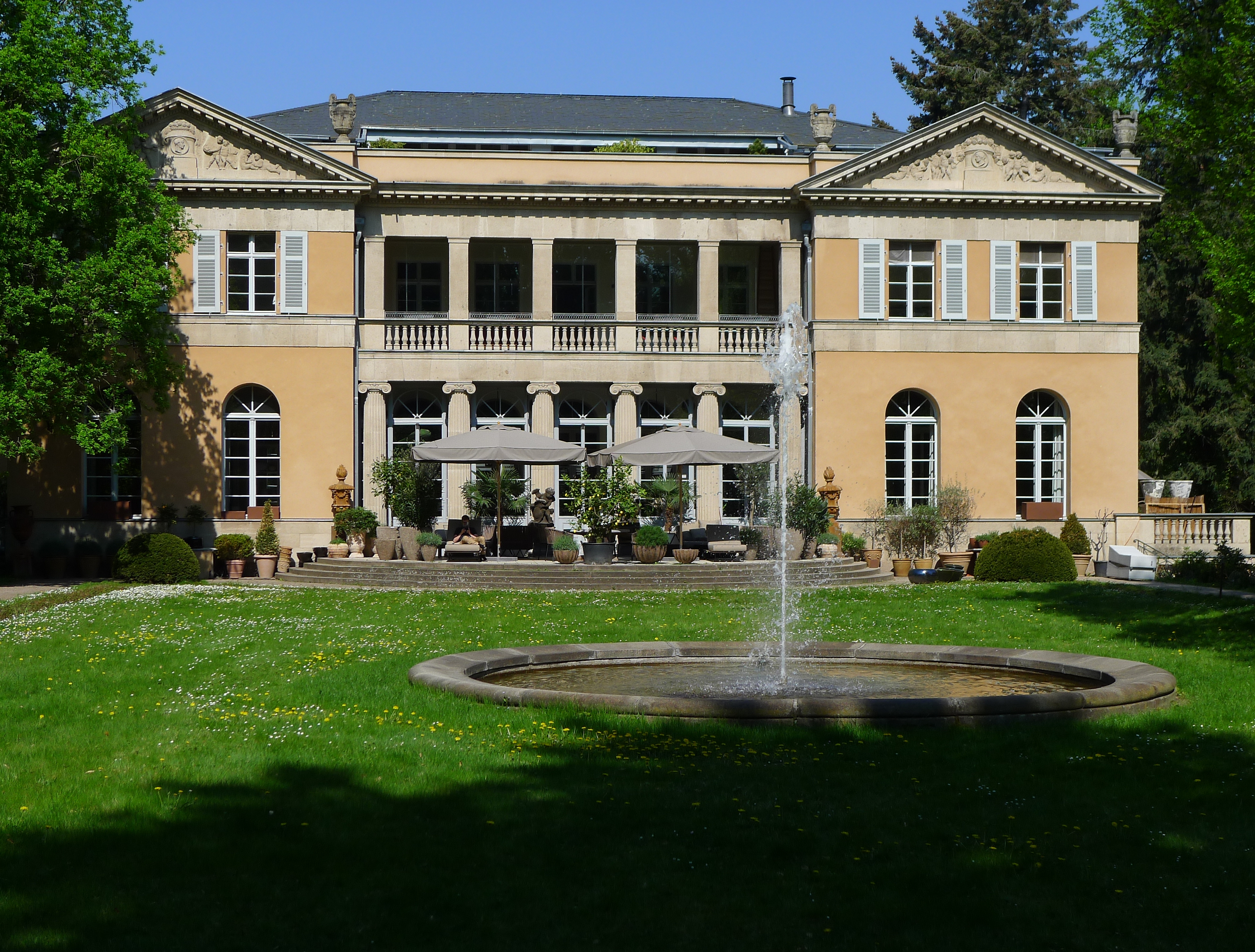
Вілла Гартенек

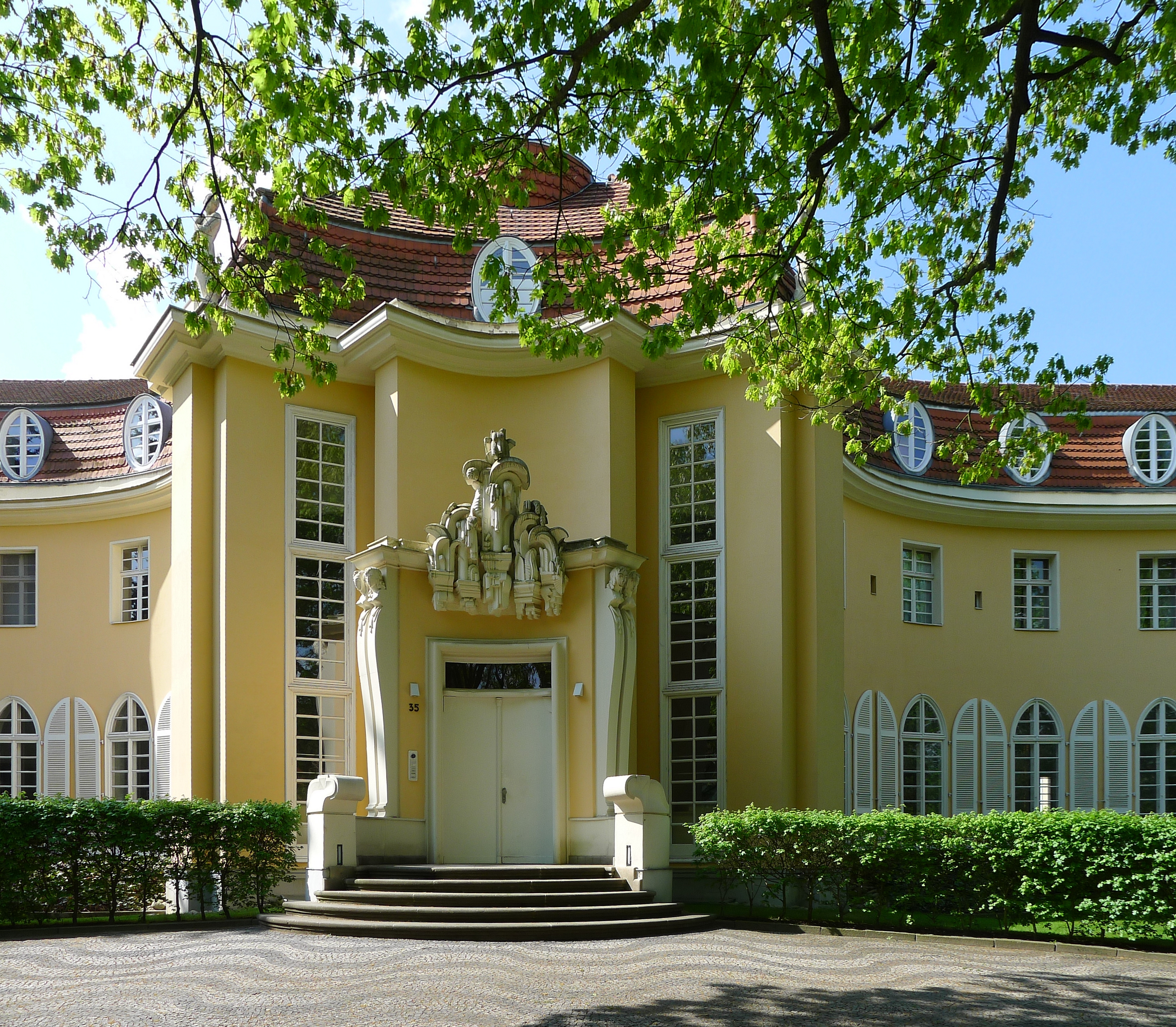
Вілла Конщевського

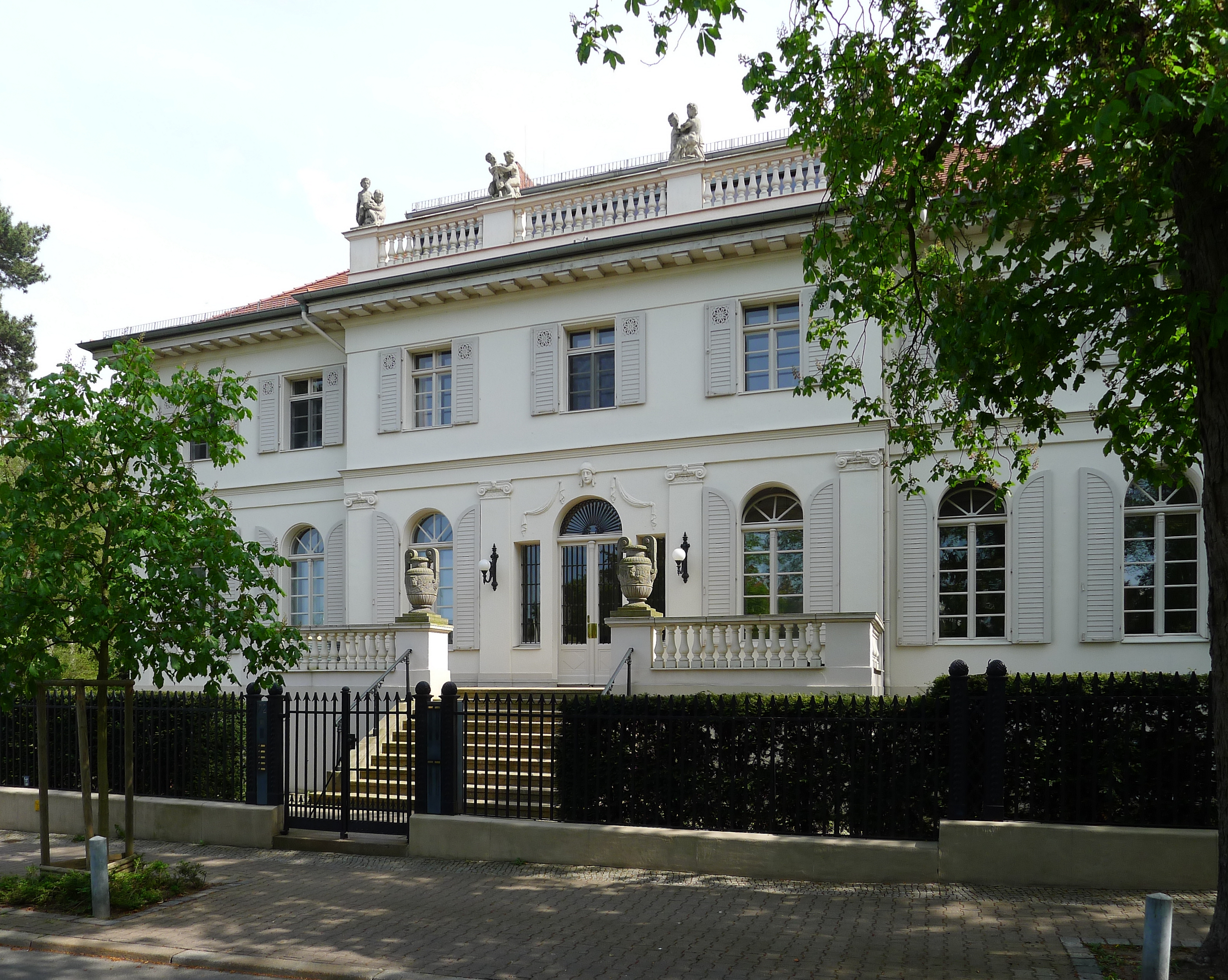
Вілла Натан Самуеля

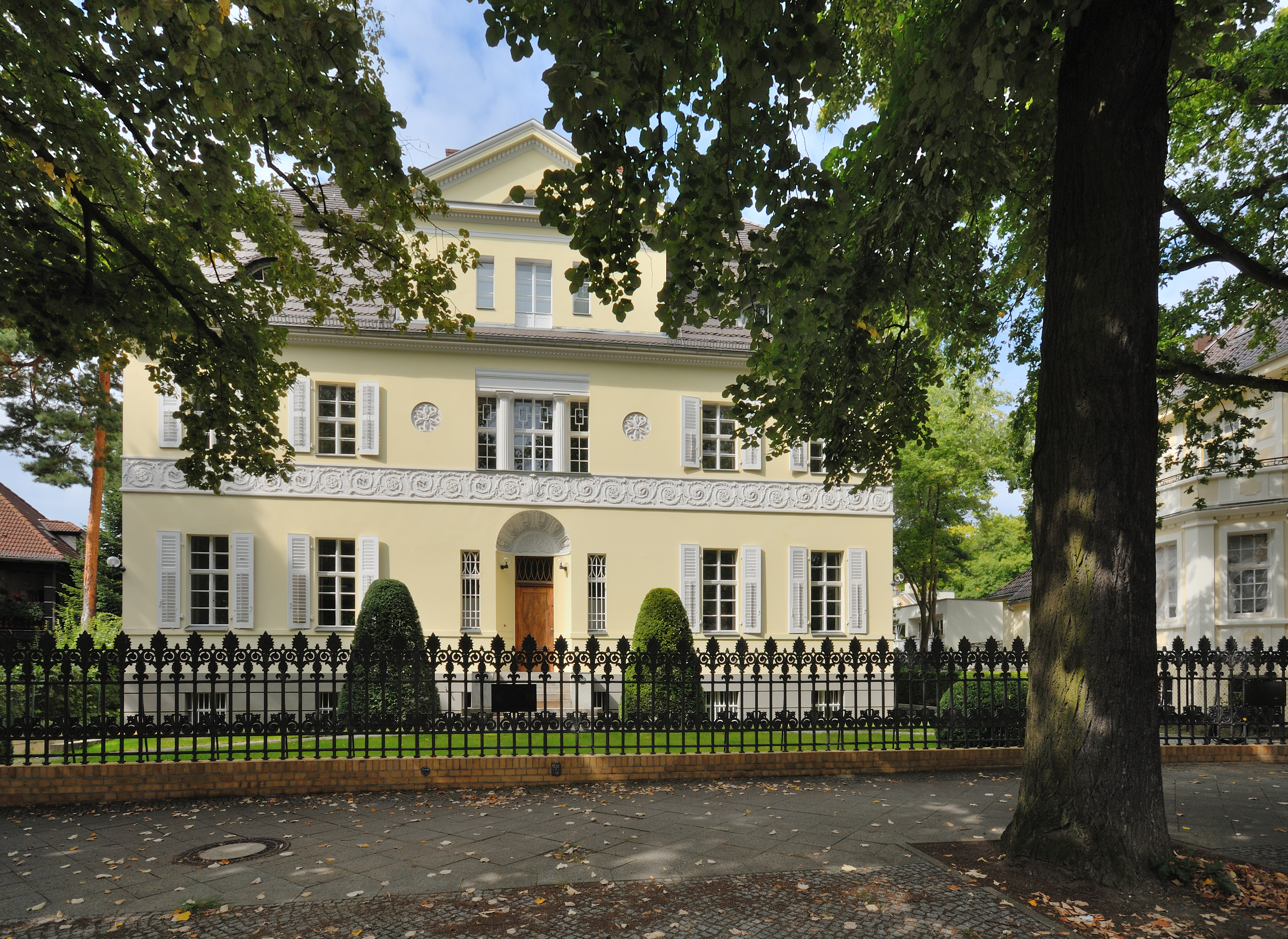
Вілла Вальтера

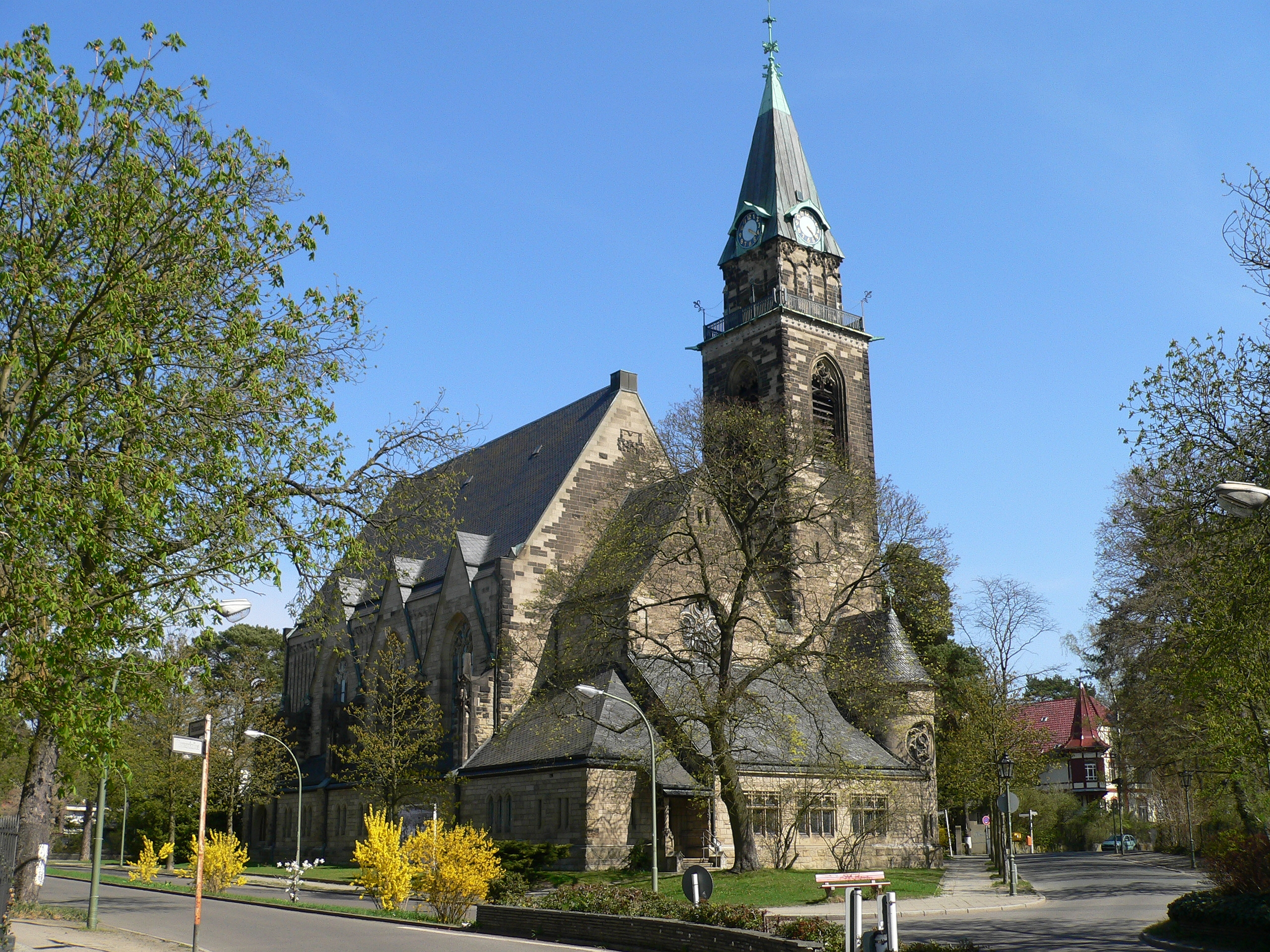
Церква Груневальда на Бісмаркалле

- Станція Груневальд(інші мови) з меморіальною колією 17
- Пам'ятник Бісмарку(інші мови) на Бісмаркплац[de]
- Вілла Гартенек
- Вілла Конщевського
- Вілла Кемманн[de]
- Палац Мендельссона[de]
- Вілла Натан Самуеля/Лео Чапського
- Вілла Ноель
- Левенпалац[de]
- Пам'ятник Шильдгорну
- Замковий готель у Груневальді[de]
- Стадіон Штеффі Граф[de]
- Тойфельсберг(інші мови) з прослуховувальним пристроєм армії США
- Вілла Вальтера
- Будинок Вальтера Ратенау
- Берлінський інститут перспективних досліджень(інші мови)

Релігійні будівлі
- Католицький костел Святого Карла Борромео
- Євангельська церква Груневальда

Дипломатичні місії
Посольства країн розташовані в Груневальді:
- Афганістан
- Азербайджан
- Кот-д'Івуар
- Катар
- Кувейт
- Лаос
- Північна Македонія
- Польща (тимчасово)
- Сербія
- Косово

## Транспорт
Станцію Груневальд обслуговує лінія міської залізниці S7. Ця лінія сполучає Аренсфельде, історичний центр та західну частину Берліна з Потсдамом.

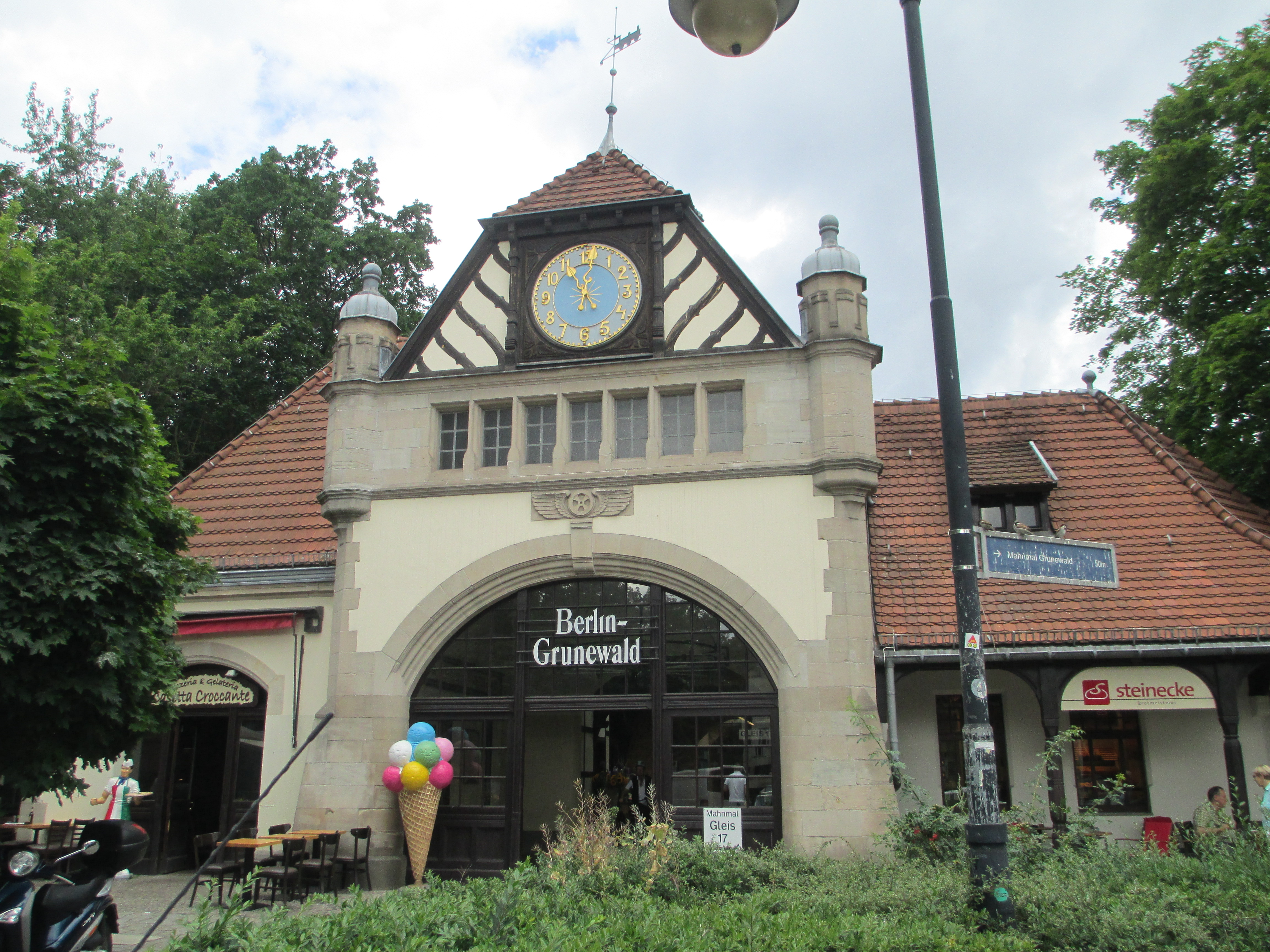
Станція Груневальд

На східному кінці району, від Ратенауплац, починається Курфюрстендамм, який звідси прямує через весь Сіті-Вест і закінчується на Брайтшайдплац, біля меморіальної церкви кайзера Вільгельма в Шарлоттенбурзі. Також від Ратенауплац відходить автострада A 100.
Автомагістраль AVUS, яка пролягає від міського кільця на розв'язці Функтурм до Іспанської алеї в Ніколасзе, а потім як A 115 до Берлінського кільця (A 10), прямує паралельно коліям міської залізниці (S-Bahn) на захід. AVUS є основним сполученням для приватного транспорту між центром Берліна та житловими передмістями навколо Гроссер-Ванзе та Потсдама. Відкрита у 1921 році, це була перша у світі автомагістраль. Вона розділяє район Груневальд на дві половини: житловий район Груневальд на сході та майже безлюдний однойменний ліс Грунвальд на заході. На літніх Олімпійських іграх 1936 року вздовж AVUS проходили як марафонська траса, так і траса шосейних велогонок.

## Персоналії
- Інґеборґ Бахман — австрійська письменниця, лібретистка та журналістка.
- Бертольд Ауербах — німецький письменник єврейського походження.
- Вальтер Беньямін — німецький інтелектуал єврейського походження, літературний критик, філософ, соціолог, перекладач, радіоведучий та есеїст.
- Дітріх Бонгеффер — німецький лютеранський пастор, теолог, учасник антинациської змови.
- Арно Брекер — найпопулярніший німецький скульптор періоду Третього рейху.
- Ісідора Дункан — американська танцівниця.
- Ліон Фейхтвангер — німецький письменник єврейського походження.
- Йошка Фішер — німецький політик.
- Гергарт Гауптман — німецький письменник, драматург. Лауреат Нобелівської премії з літератури за 1912.
- Йоганнес Гестерс — нідерландсько-австрійський актор та співак (тенор), артист естради з 89-річною кар'єрою (переважно на німецькій сцені).
- Енгельберт Гумпердінк — німецький композитор.
- Генріх Гіммлер — рейхсфюрер СС, керівний політичний та військовий діяч нацистської Німеччини.
- Гільдеґард Кнеф — німецька акторка та співачка.
- Гельмут Коль — німецький політик, канцлер Федеративної Республіки Німеччини.
- Макс Планк — німецький фізик-теоретик. Лауреат Нобелівської премії з фізики.
- Макс Рейнгардт — австрійський та німецький режисер, актор і театральний діяч, один із реформаторів театрального мистецтва 20 століття.
- Ромі Шнайдер — відома австро-німецька та французька кіноакторка, німкеня за походженням, виконавиця драматичних ролей у 58 фільмах.
- Вернер Зомбарт — німецький філософ, соціолог, економіст.
- Герман Зудерман — німецький белетрист і драматург.

## Світлини

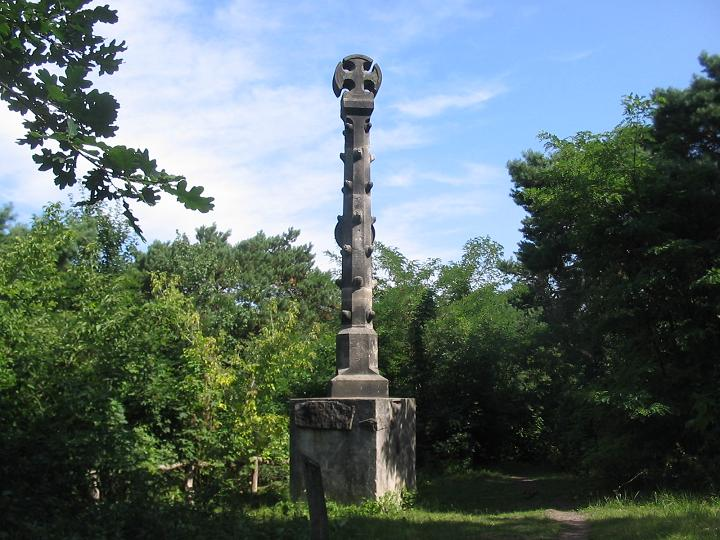
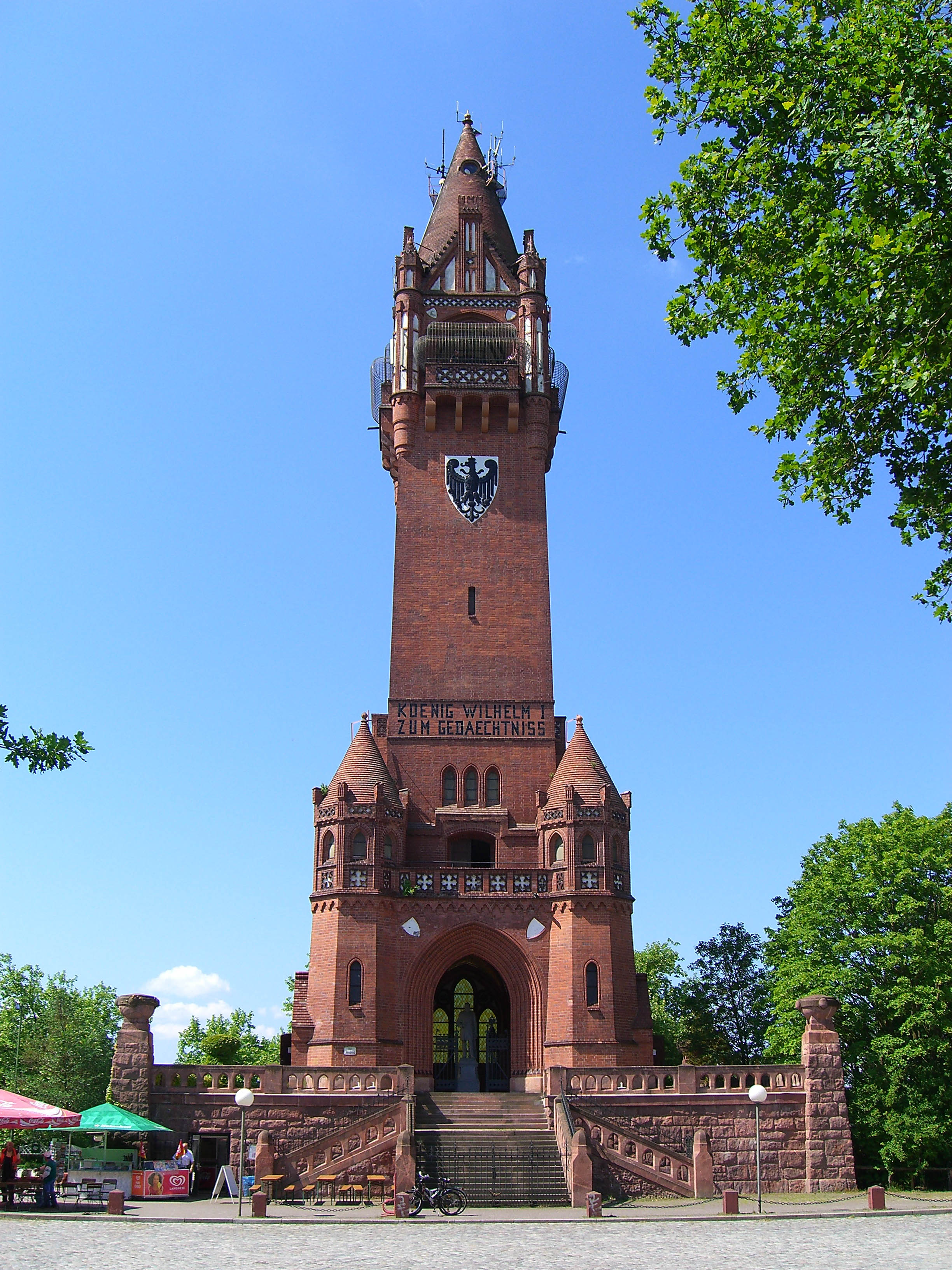
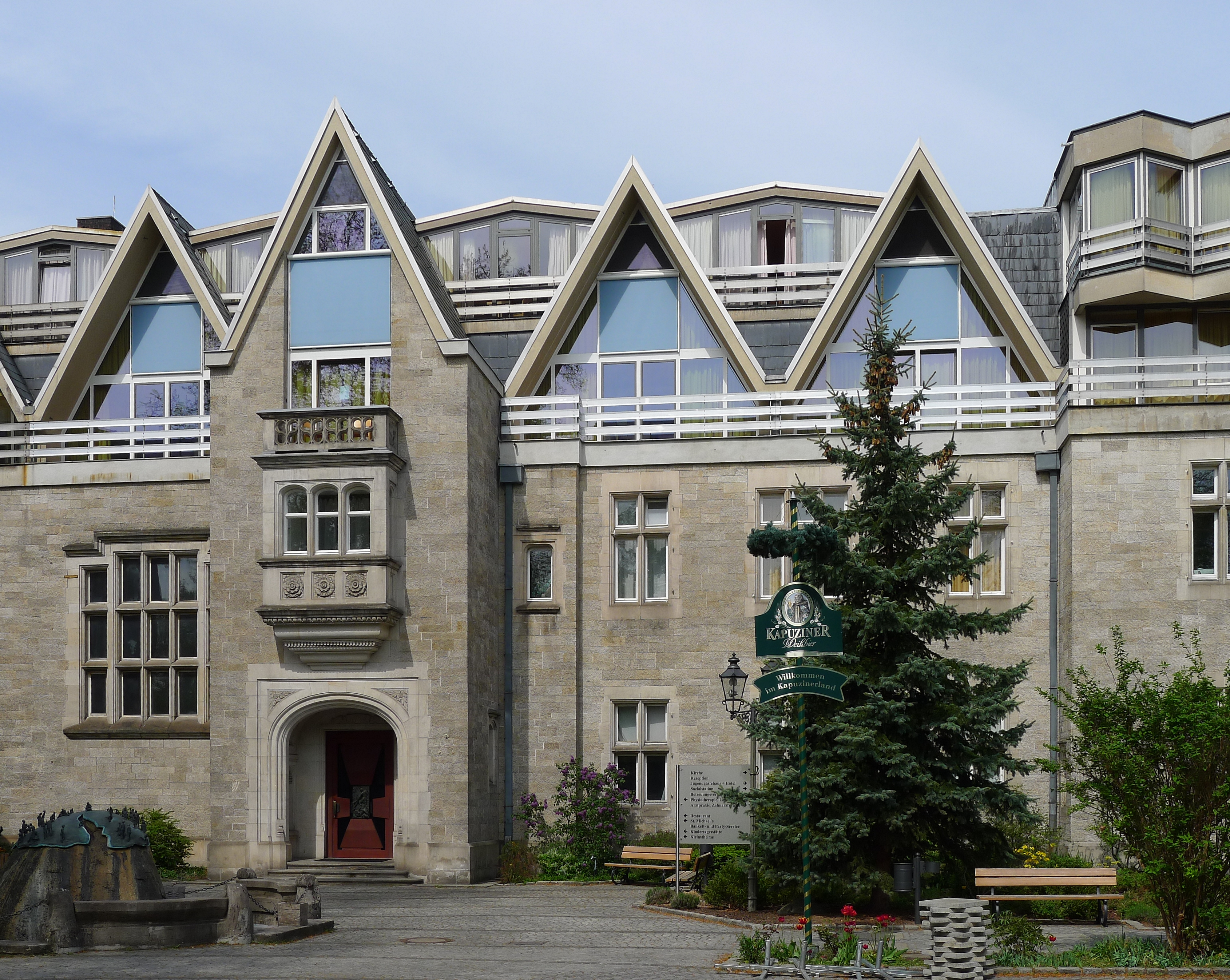
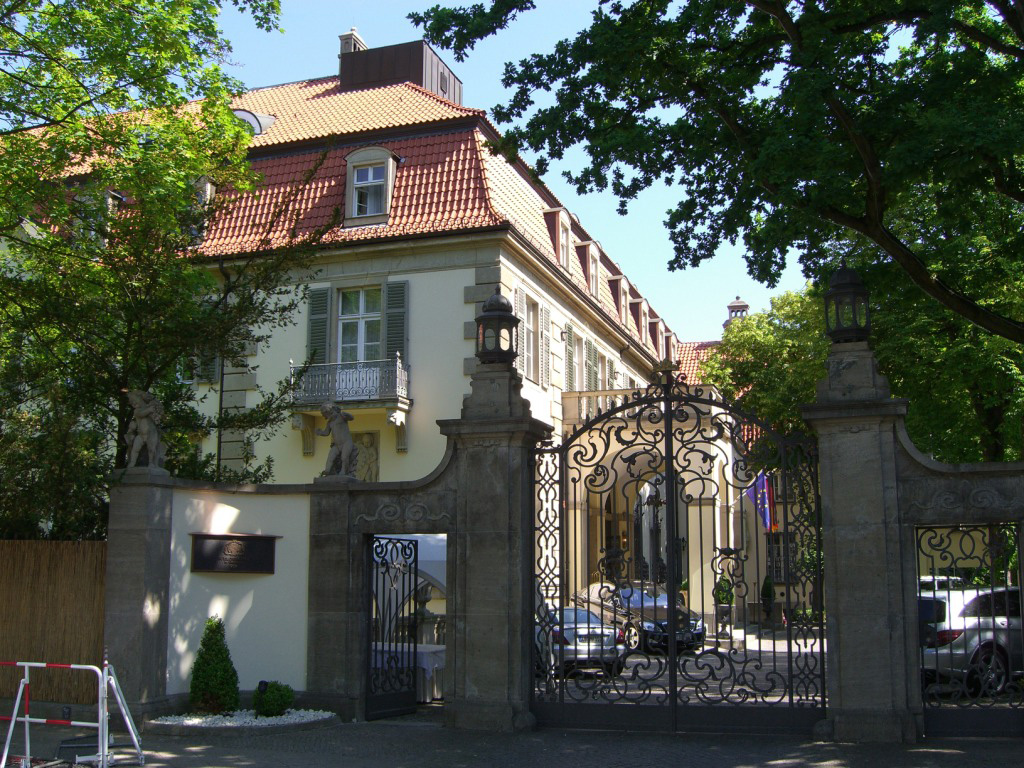
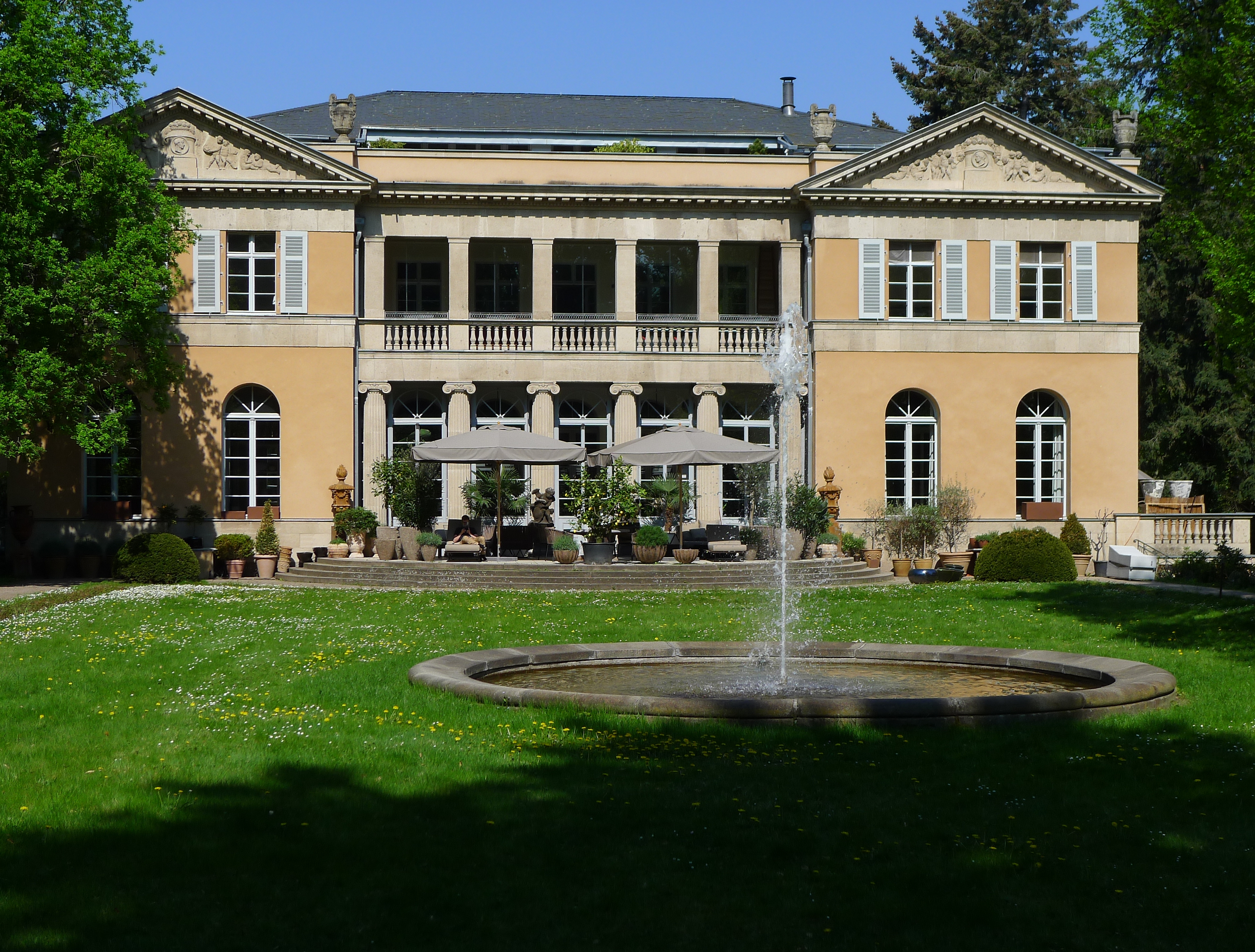
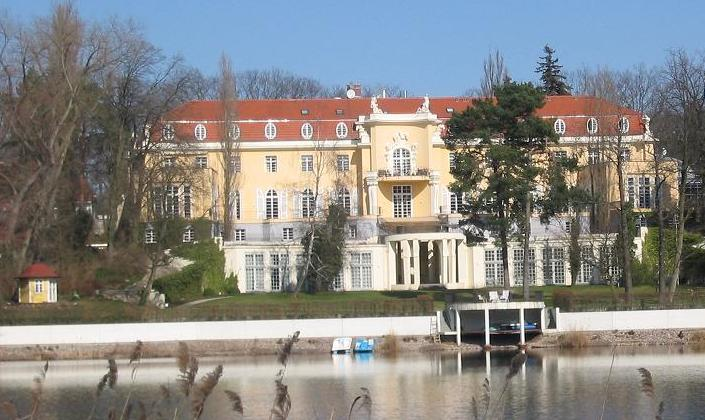
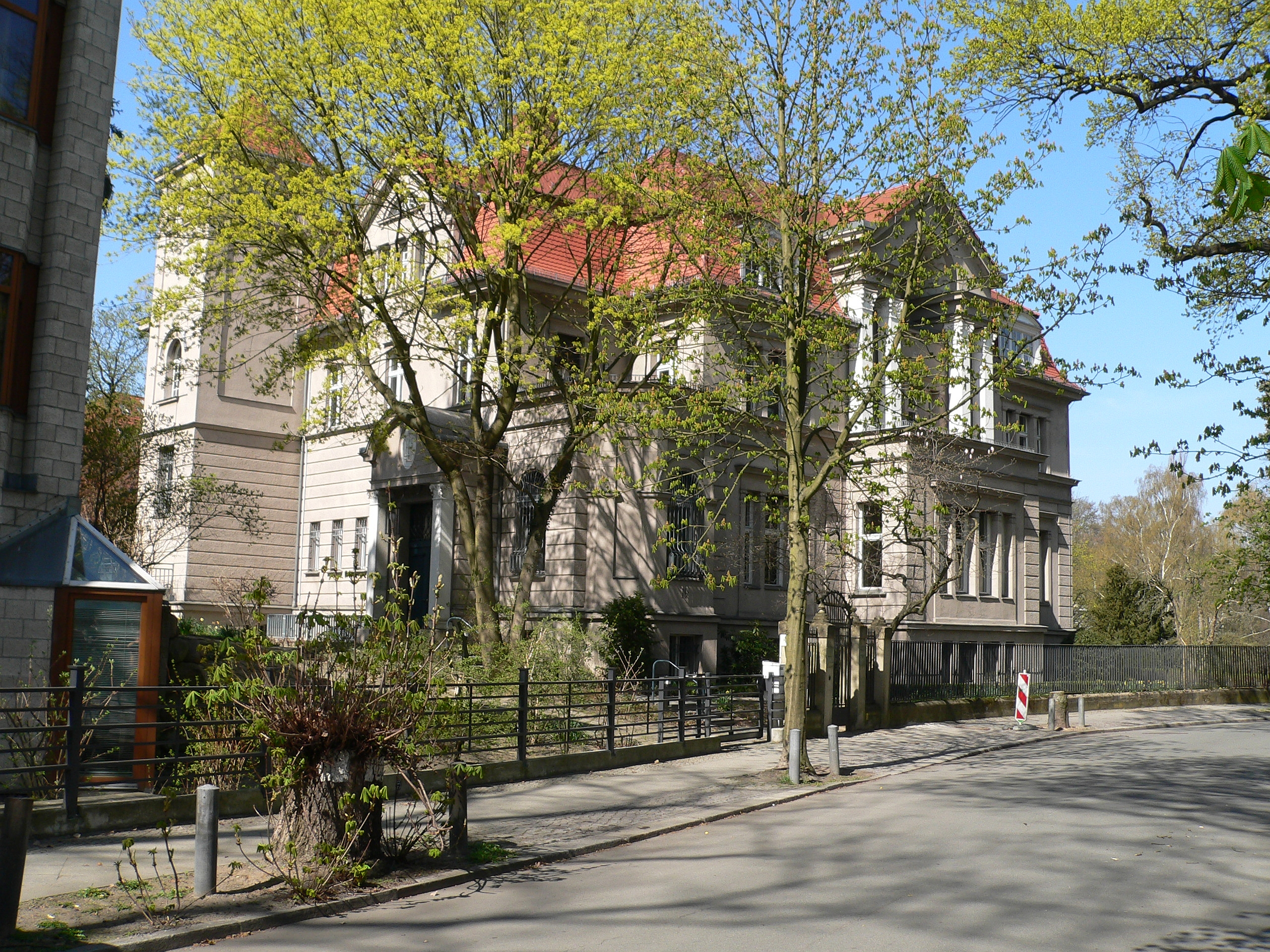
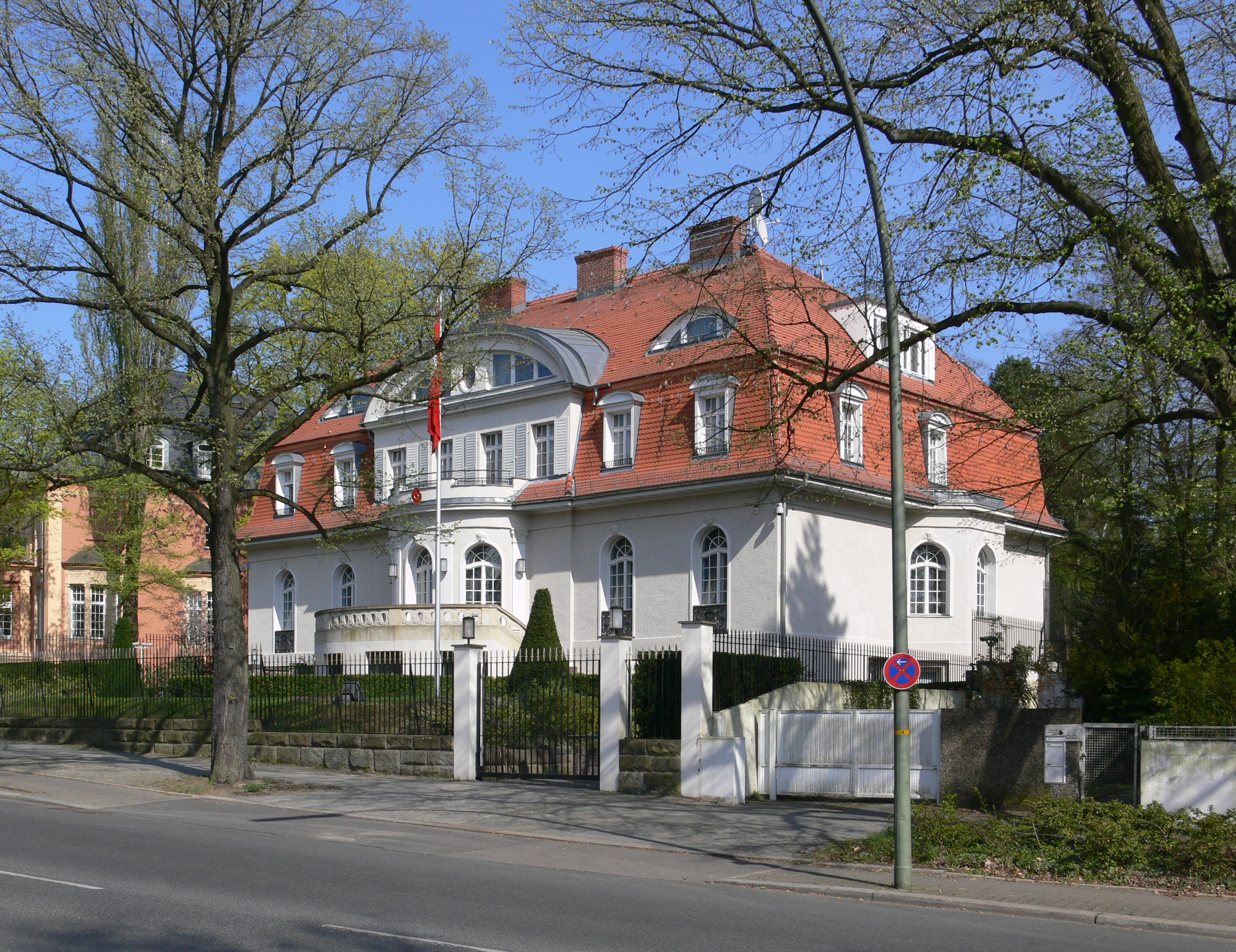